# Baldassare Donato
Baldassare Donato (1525-1530- juny de 1603) fou un compositor italià del Renaixement.
Ingressà com a chantre en la Basílica de Sant Marc de Venècia i el 1562 fou nomenat mestre de capella fundada el mateix any per a substituir aquella durant els últims anys de Adrian Willaert, mestre de la gran capella.
En morir aquest l'any el 1562, se li donà per successor a en Cipriano Rose i el 1564 a Gioseffo Zarlino, el qual demanà i aconseguí la supressió de la petita capella, passant per tant Donato a ocupar la seva primitiva situació de chantre.
Per a fi, el 1590, es feu justícia al seu talent i als seus serveis i se l'anomenà mestre de la gran capella.

## Obres
- Il primo libro di canzonette villanescha alla Napoletana, a quatro voci: Venècia, 1555
- Madrigali a cinque, a sei, a sette e otto voci: Venècia, 1559
- Madrigali a cinque voci: Venecia, 1568
- Il primo libro de Motetti, a 5, 6, 7 e 8 voci: Venècia, 1595.

La majoria d'aquestes obres es distingeixen per la seva originalitat.